# زرين خاني (مقاطعة دورود)
زرين خاني (بالفارسية: زرین خانی) هي قرية تقع في قسم تشالانتشولان الريفي (مقاطعة دورود) في إيران. يقدر عدد سكانها بـ 15 نسمة بحسب إحصاء 2016.